# Xã Belvue, Quận Pottawatomie, Kansas
Xã Belvue (tiếng Anh: Belvue Township) là một xã thuộc quận Pottawatomie, tiểu bang Kansas, Hoa Kỳ. Năm 2010, dân số của xã này là 368 người.